# Валерьяновка (Волынская область)
Валерьяновка (укр. Валер'янівка) — село в Рожищенской городской общине Луцкого района Волынской области Украины.
До 2020 года входило в Рожищенский район.
Код КОАТУУ — 0724585902. Население по переписи 2001 года составляет 158 человек. Почтовый индекс — 45106. Телефонный код — 3368. Занимает площадь 0,96 км².